# آن واتانابه
آن واتانابه (渡 辺 杏 ،Anne Watanabe، زادهٔ ۱۴ آوریل ۱۹۸۶) بازیگر، مدل و خواننده ژاپنی است. او دختر کن واتانابه بازیگر سینما است.

## حرفه
اولین فصل مدلینگ پرطرفدار واتانابه ، بهار و تابستان 2006 بود ، که در آن او در نمایش های باند برای آنا سوئی ، دایان فون فورستنبرگ ، تامی هیلفیگر و ویوین تام ، و دیگران حضور داشت. او همچنین در فصل های بعدی برای Baby Phat ، Imitation of Christ ، Karl Lagerfeld ، Lacoste ، Marc by Marc Jacobs و Thakoon قدم زد.
واتانابه در تبلیغات چاپی آنا سوئی و لوازم آرایشی NARS برجسته شده است. او اصلی ترین مدل تصویری عطر عاشقانه Secret Wish Magic Romance Sui برای چاپ و ویدئو بود.

## زندگی شخصی
او در 1 ژانویه 2015 با بازیگر ماساهیرو هیگاشیده ازدواج کرد. [6]
در 16 مه 2016 ، واتانابه دو دختر دوقلو به دنیا آورد. در 7 نوامبر 2017 ، فرزند سوم خود را به دنیا آورد.
در 23 ژانویه 2020 ، شوکان بونشون فاش کرد که شوهر واتانابه از سال 2017 ، زمانی که واتانابه سومین فرزندشان را باردار بود ، با بازیگر زن اریکا کاراتا رابطه غیر همسری داشت ، که بعداً توسط وکیل هیگاشیده تأیید شد. در اول آگوست سال 2020 ، واتانابه طلاق خود را با هیگاشیده نهایی کرد. او وعده داد که آنها برای مراقبت از کودکان با یکدیگر همکاری خواهند کرد.

## آثار هنری

### سریال
- تنگوکو و جیگوکو (TV Asahi, 2007)
- بهشت و زمین (NHK, 2009), مگوهیم
- جاسوس ماهی تخت (NTV, 2009)
- دبستان سامورایی ها (NTV, 2009)
- تازه وارد (TBS, 2010, ep1)
- Naka nai to Kimeta Hi (Fuji TV, 2010)
- جوکر: سوساکان نابخشودنی (Fuji TV, 2010)
- نامم گم شده است (Fuji TV, 2011)
- انسان خوب (NTV, 2011)
- کیوموری تایرا (NHK, 2012), هوجی ماساکو
- xxxHOLiC (WOWOW, 2013)
- کاسوکا ناکاجو (Fuji TV, 2013)
- نوش جان (NHK, 2013)
- هاناساکی مای صحبت می کند (NTV, 2014–), هاناساکی مای
- Date - Koi to wa Donna Mono Kashira (Fuji TV, 2015)
- غرق شدن ژاپن: مردم امید (2021), مینوری شینا

### فیلم
- ساکورا نو سونو (2008)
- هفته مد (2009)
- بانداژ (2010)
- بچه های نینجا !!! (2011)
- Yōkai Ningen Bem The Movie (2012)
- اطلاعات پلاتین (2013)
- معادله نیمه تابستان (2013)
- خانم هاکوسای (2015), در نقش اوئی (دوبلر)
- گمشده و پیدا شده (2016)
- ارکستر طلایی! (2016)
- سرزمین عجایب تولد (2019)
- مکعب (2021)

### رادیو
نوار کتاب (2008 تا اکنون)

### مستند
ویرانه های بزرگ آسیا (همچنین به عنوان "حلقه تمدن" شناخته می شود ، 2015 ، NHK ، به عنوان یک گردشگر)

### آلبوم ها
- Lights (2010, Epic/Sony)
- Ai o Anata ni (2012, Epic/Sony)